# Сан-Роке-ду-Пику (район)
Сан-Роке-ду-Пику (порт. São Roque do Pico) — район (фрегезия) в Португалии, входит в округ Азорские острова. Расположен на острове Пику. Является составной частью муниципалитета Сан-Роке-ду-Пику. Население составляет 1358 человек на 2001 год. Занимает площадь 41,21 км².
Покровителем района считается Роке-де-Монтпелльер (порт. Roque de Montpellier).